# Tidskriften Respons
Tidskriften Respons är en svensk kulturtidskrift, som grundades 2012 och utkommer med 6 nummer per år. Tidskriften innehåller framför allt recensioner av svensk facklitteratur. Tidskriften uppkom delvis som en reaktion mot att dagstidningarnas kultursidor hade blivit mindre intresserade av att recensera facklitteratur.
Många framträdande akademiker medverkar i tidskriften. Respons ges ut av Tidskriften Respons AB, som ägs av Kay Glans, Alf W Johansson och Lars Grahn, tidigare vd för Natur & Kultur. Tidskriften stöds av Svenska Akademien, Vitterhetsakademien och Vetenskapsrådet.
Kay Glans var tidskriftens chefredaktör fram till 2021. då han efterträddes av Urban Lundberg. 2022 kom besked att tidskriften läggs ned, men under 2023 kom ett nytt besked att tidskriften skulle återkomma samma höst.

## Skribenter
- Gabriella Håkansson
- Sten Widmalm
- Håkan Forsell
- Marie Cronqvist
- Anders Högberg
- Bo Eriksson